# Linaria pseudolaxiflora
Espèce
Classification APG III (2009)
Statut de conservation UICN

VU  : Vulnérable
Linaria pseudolaxiflora (en maltais, Papoċċi ta' Malta) est une espèce de Linaire endémique de l'archipel maltais et des îles Pélages.

## Taxonomie
La plante est initialement décrite en 1885 à Linosa par Michele Lojacono Pojero (it) mais l'espèce est très proche de Linosa virgata et Carlo Pietro Stefano Sommier en 1910 indique que l'exemplaire initialement étudié n'était pas valide. La date retenue est désormais celle de la publication de Lojacono de 1907. Puis sa présence est rapidement confirmée à Malte par les biologistes Carlo Pietro Stefano Sommier et Alfredo Caruana Gatto dans leur flore de Malte éditée en 1915.

## Description
Petite plante annuelle, avec des tiges minces, qui pousse sur des poches de terres sur le sol rocheux.
La plante forme de nombreuses branches basales qui, même en grandissant, restent couchées sur le sol. La partie terminale de la tige ramifiée (la partie florale) n'émerge du sol que de quelques centimètres. La longueur des tiges varie entre 5 et 20 cm, mais généralement environ 10 cm. Chaque branche forme une volute de trois folioles identiques. Ils sont très petits, mesurant environ 5 à 8 mm de long, avec les feuilles les plus jeunes encore plus petites. Leur forme est ovoïde avec une pointe rectangulaire.
Les fleurs sont portées en grappes lâches; d'une seule jusqu'à 5 fleurs apicales. Elles ont une forme typique en gueule-de-loup, composée de deux lèvres reposant sur l'autre et se rejoignant pour former un long tube fermé (l'éperon). La lèvre supérieure est composée de deux lobes violet pâle, dressés, d'environ 5 mm de long ; la lèvre inférieure a trois lobes blancs, beaucoup plus courts. Le reste de la corolle restante est glabre et blanc ou avec un soupçon de bleu-violet. Le palais a des poils fins et est décoré par une tache jaune lumineuse centrale, là où les deux lèvres se touchent. La corolle mesure de 15 à 18mm, l'éperon entre 9 et 12mm. L'éperon est légèrement courbé vers le haut. La fleur possède 5 sépales, petits (2-4 mm de long) de longueurs inégales, celui du milieu étant le plus long. Les 4 étamines sont incluses dans le tube de la corolle et se situent à l'intérieur, entre les lèvres. Elles sont disposés en deux paires, parallèlement les uns aux autres, une paire étant plus courte de l'autre de 1 mm. Les anthères sont jaunes. Le style est, blanc, très mince et caché entre les étamines.
Le fruit, vert, a une structure sphérique mesurant environ 5 mm de diamètre et se trouve entre les 5 sépales. Il possède souvent 6 à 8 bandes radiales vert foncé. La corolle et les anthères tombent mais le style incurvé persiste pendant la fructification. À maturité, le fruit se fend longitudinalement et libère les minuscules graines stockées à l'intérieur. Elles sont noires, en forme de rein avec un tégument ridé et moins de 1 mm de long. Les graines sont formées autour de mai-juin et germent vers octobre-novembre suivant.
L'espèce possède 12 paires de chromosomes.

## Habitât
La plante se développe sur un sol rocailleux semi-aride auprès de végétation d'herbes clairsemées. On la trouve à la marge des escarpements, sur les plateaux des collines, à flanc des falaises côtières et dans des bâtiments ruraux abandonnés. Elle pousse sur des sols calcaires peu profonds à Malte et sur des sols volcaniques à Linosa.

## Population et distribution géographique
La plante n'existe qu'à Linosa et dans l'archipel maltais, sur une surface globale de moins de 28 km².
À Linosa, la plante ne vit que sur une surface d’environ 5 km², mais ses populations semblent stables. À Malte, la population se raréfie depuis une trentaine d'années, en particulier sur Comino et sur l'île de Malte. Les populations semblent plus abondantes à Gozo,.
La plante est désormais rare et ne survit à Malte que sur une surface de 16 km².
Si la plante ne semble pas menacée à Linosa, elle est en danger à Malte en raison des perturbations anthropiques et de la compétition avec d'autres espèces maltaises ou étrangères.